# Hichem Driss
Hichem Driss (* 1968 in Tunis) ist ein tunesischer Fotograf.

## Leben und Werk
Hichem Driss schloss sein Studium an der École de communication visuelle in Paris 1993 ab. 1995 kehrte er nach Tunesien zurück und arbeitete als freiberuflicher Fotograf, oft zusammen mit anderen Fotografen in den Bereichen Design, Architektur, Mode und Werbe-Fotografie. In Tunis gründete er 2002 sein Studio Barguellil und begann mit neuen Techniken zu experimentieren. Seine künstlerischen Fotoarbeiten werden seit 1997 international ausgestellt. Der 2011 erschienene Band Arab Photography Now zeigt Arbeiten von ihm als einem von 36 Künstlern zeitgenössischer arabischer Fotografie.
In seiner Fotoreihe Erreur 404, die in der Ausstellung Degagements -- Tunisia One Year On 2012 in Paris gezeigt wurde, behandelt er die plötzliche Freiheit von Zensur nach der Revolution 2011. Der Name der Fotoreihe stammt von der Fehlermeldung 404, die beim versuchten Aufruf unter der Diktatur von Zine el-Abidine Ben Ali blockierter Webseiten angezeigt wurde. Für seine Ausstellung im Rahmen des Athens Photo Festivals 2017 schuf er mit der Lochkamera eine Serie von Bildern, die er auf der Felsenküste von Tunesien aufnahm. Die Ausstellung ist jenen Menschen gewidmet, die auf der Passage über das Mittelmeer ihr Leben verloren.

## Ausstellungen
- 2017: Teilnahme am Athens Photo Festival, Artower Agora Galleries, Athen
- 2013: I exist (in some way), Bluecoat Arts Centre, Liverpool[6]
- 2012: Degagements -- Tunisia One Year On, Paris[4] (veranstaltet vom Institut du monde arabe)
- 2011: 9th Bamako Encounters African Photography Biennial, Musée National du Mali, Bamako
- 2011: Art Tunis Paris 2011, Gruppenausstellung, Musée du Montparnasse, Paris[7]
- 2004: Nazar: Photographs from the Arab World. Internationales Noorderlicht Fotografie-Festival im Fries Museum, Leeuwarden, Niederlande
- 2000: Lettres d'Argiles, Institut Francais de Coopération Tunis
- 1998: Rencontres Africaines de la Photographie de Bamako, Musée National du Mali
- 1998: Les Fiestas du Sud, Marseille[8]
- 1997: VI Bienal de La Habana, Centro de Arte Contemporáneo Wifredo Lam, Havanna, Kuba

## Bildbände
- Nazar. Photographs from the Arab world, Katalog zur Ausstellung herausgegeben von Wim Melis (Kurator), Noorderlicht (Foundation), Fries Museum. Edition Aperture, New York 2004, ISBN 978-1-931788-85-4 (Englisch und Arabisch)
- Rose Issa, Michket Krifa (Hrsg. und Texte): Arab Photography Now, Kehrer Verlag, Heidelberg 2011, ISBN 978-3-86828-189-7 (englisch)